# Adenbach (Odenbach)
Der Adenbach ist ein gut zweieinhalb Kilometer langer orographisch rechter Zufluss des Odenbaches auf dem Gebiet der rheinland-pfälzischen Landkreise Bad Kreuznach und Kusel.

## Geographie

### Verlauf
Der Adenbach entspringt in der Flur An der Backmuld am südlichen Fuße der Anhöhe Krämmel und am nördlichen Fuß des Sperblings. Seine Quelle liegt auf einer Höhe von 340 m ü. NHN im östlichen Zipfel eines Laubwaldes und nördlich des in der Ortsgemeinde Becherbach liegenden Wohnplatzes Rothenbaumerhof. Die Ortsgemeinde gehört zur Verbandsgemeinde Meisenheim im Landkreis Bad Kreuznach.
Der Bach fließt zunächst in westlicher Richtung gut zweihundert Meter durch Waldgelände, schlägt dann einen Bogen nach links und zieht zuerst in nordnordwestlicher, dann in nördlicher Richtung durch einen Eschensumpfwald am westlichen Fuße des Krämmels entlang. Nach knapp einen halben Kilometer passiert er die Kreisgrenze von Bad Kreuznach nach Kusel und betritt dabei das Gebiet der zur Verbandsgemeinde Lauterecken-Wolfstein gehörenden Ortsgemeinde Adenbach. Gleich darauf wird er auf seiner rechten Seite vom aus dem Nordosten kommenden Inselbach verstärkt.
Der Adenbach läuft nun begleitet von starkem Gehölz in der Flur Am Damm in einem leichten Bogen westwärts durch ein enges auf beiden Seiten bewaldetes Kerbtal zwischen den Hängen des Eichelberges auf seiner rechten Seite und denen des Kohlbergs auf seiner linken. Er fließt nun nördlich an dem ehemaligen Kohlenbergwerk Lorenzigrube vorbei, läuft dann durch die Flur An der Grub am Südrand des Waldes durch eine kleine Insel mit Feldern und Wiesen. Südlich des Baches liegt dort ein winziger Teich. Kurz danach fließt ihn auf seiner linken Seite der von Süden kommende Bach vom Bacherskeller zu. Weiter südlich befindet sich dort das ehemalige Bergwerk St. Jakobsgrube und im Norden des Adenbaches die Ludwigsgrube.
Der Adenbach fließt nun am Waldesrand westwärts durch die Flur Talwingert, biegt dann in einem Bogen nach Nordnordwesten ab, passiert dann den Neuen Friedhof und erreicht danach bei der Flur Bergwies den Ortsrand des gleichnamigen Dorfes. Er verschwindet gleich darauf verrohrt in den Untergrund und taucht bei der Mühlstraße wieder an der Oberfläche auf. Etwas bachabwärts mündet von links ein Mühlgraben des Odenbaches, der früher dort eine Mühle betrieb, in den Adenbach.
Der Adenbach läuft nun südlich der Hammelsgasse in Richtung Westnordwesten, unterquert dann noch die Landesstraße 382 und mündet schließlich westlich von Adenbach auf einer Höhe von etwa 166 m von rechts in den aus dem Süden kommenden Odenbach.

### Einzugsgebiet
Das 2,5 km² große Einzugsgebiet des Moorbachs liegt im Naturraum der Moschelhöhen, der ein Unterraum des Nordpfälzer Berglandes und somit auch Teil des Saar-Nahe-Berglandes ist. Die höchste Erhebung des Einzugsgebietes ist die nordwestlich von Becherbach liegende Anhöhe Sperbling mit einer Höhe von 380,9 m. Weitere nennenswerte Anhöhen sind der 350,7 m hohe Krämmel nördlich des Rothenbaumerhofes, der südwestlich des Becherbacher Ortsteiles Roth liegende 344,3 m hohe Eichelberg und der nordwestlich von Ginsweiler liegende Kohlberg mit 341,4 m. Das Gebiet des Moorbachs grenzt im Nordosten an den Einzugsbereich des Glanzuflusses Reiffelbach, sowie an das Gebiet von dessen Zufluss Hollerbach und im Süden konkurriert der in den Odenbach einmündende Odenbach. Der größte Teil des Moorbach-Einzugsgebietes wird von sandig-lehmigen Äckern eingenommen und die Bachauen und die angrenzenden Hügel sind vorwiegend von Wald bewachsen. Im Einzugsbereich des Steinbachs liegt im Südosten das Gehöft Rothenbaumerhof und im Mündungsbereich das Dorf Adenbach.

### Zuflüsse
- Inselbach (rechts), 0,5 km, 0,7 km²
- (Bach vom) Bacherskeller (links), 0,3 km, 0,1 km²

## Daten
Der Adenbach entwässert über den Odenbach, den Glan, die Nahe und den Rhein in die Nordsee. Der Höhenunterschied von seiner Quelle bis zu seiner Mündung beträgt 174 m, was bei einer Lauflänge von ungefähr 2,6 km einem mittleren Sohlgefälle von etwa 67 ‰ entspricht.

## Geologie
Das Einzugsgebiet des Adenbachs liegt im Rotliegenden des Permokarbons in der Unteren Glan-Subgruppe. Die Sedimentschicht besteht aus Wechsellagerungen von grauem teilweise auch roten Tongestein, Silt- und Sandstein. Vereinzelt kommen auch Tuff-, Kalksteinablagerungen vor. Im Gebiet östlich von Adenbach gab es früher reichliche Kohlevorkommen.

## Natur und Umwelt

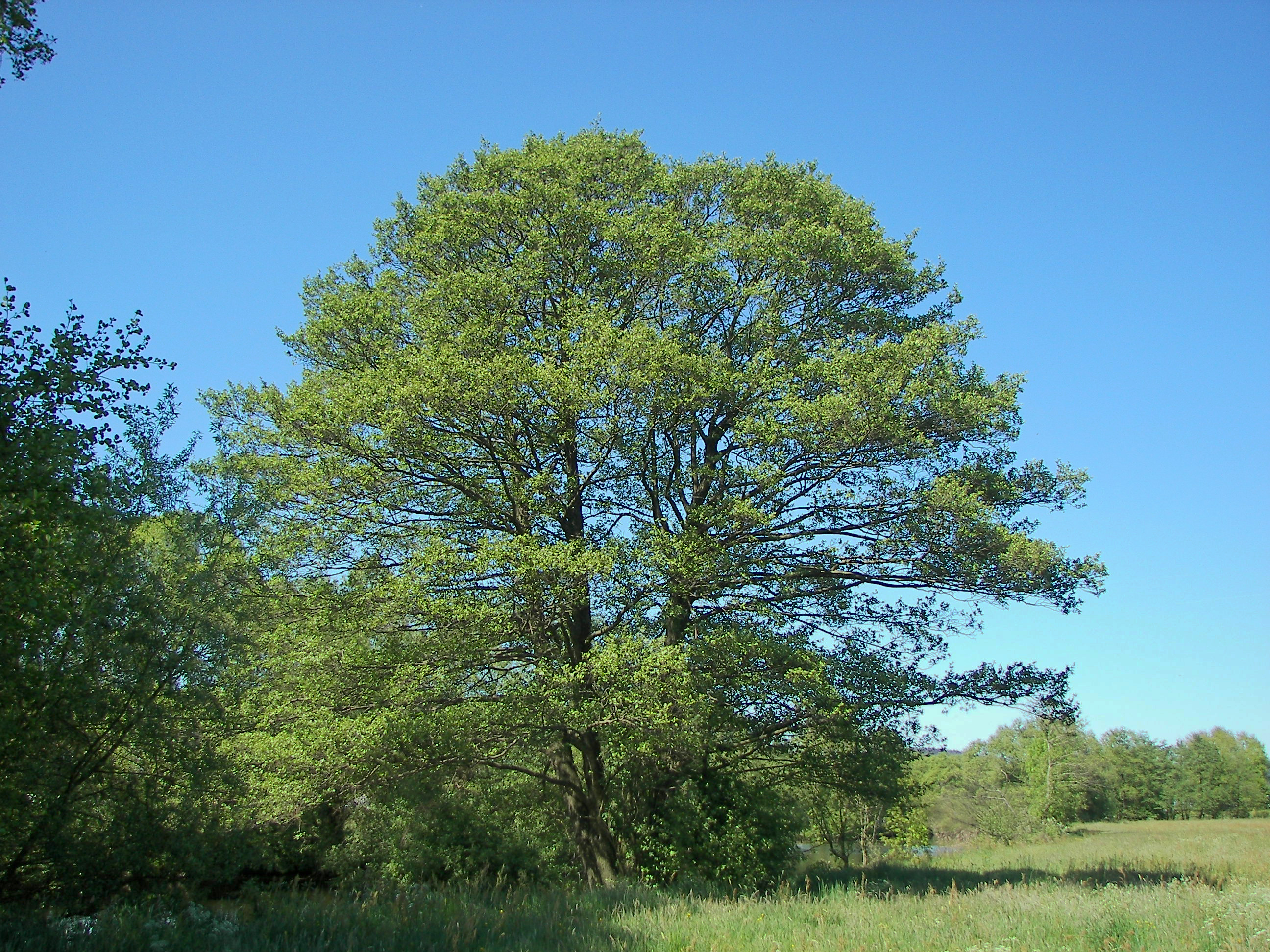
Die Schwarzerle

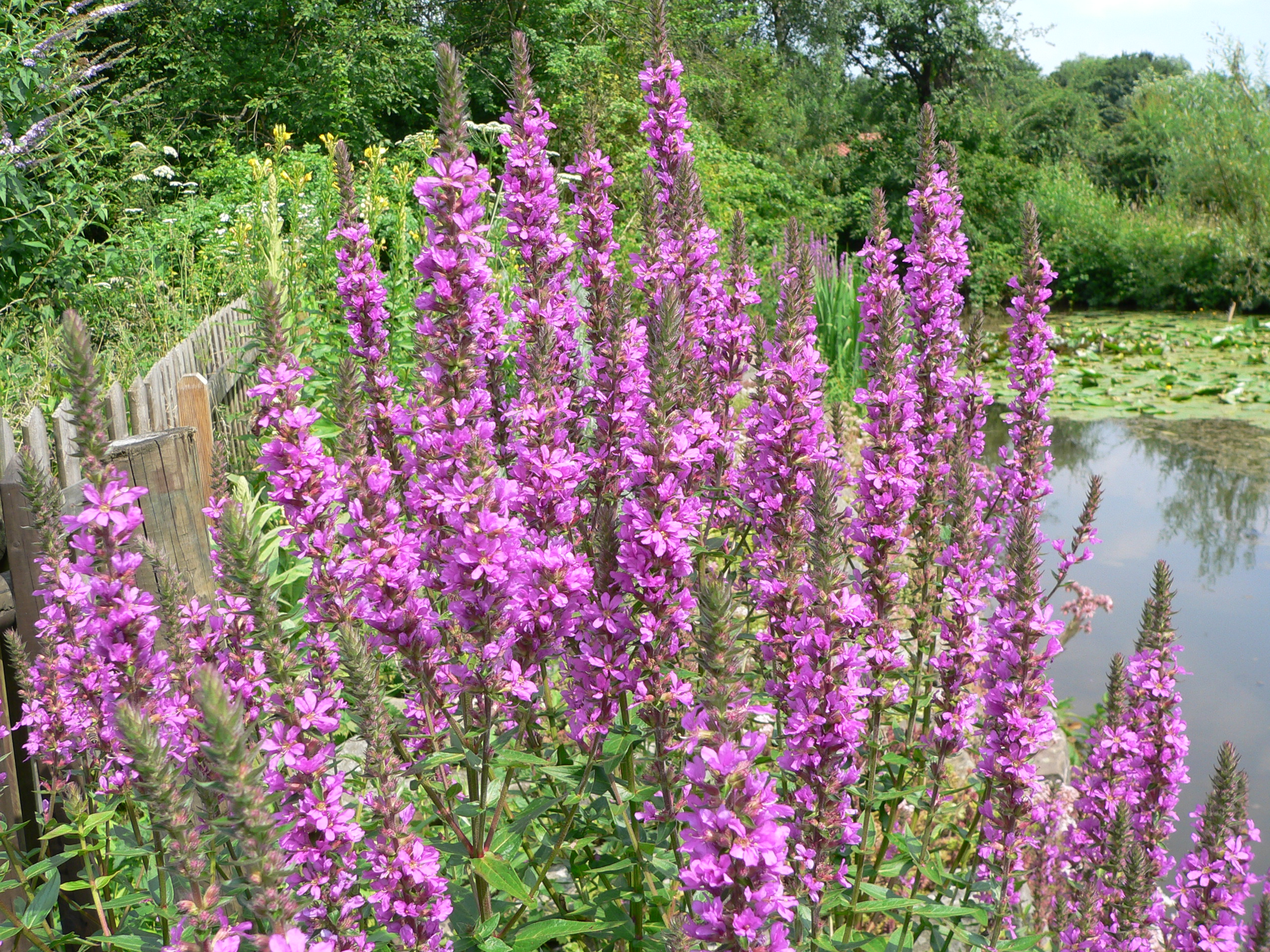
Der Blutweiderich

Am Bachoberlauf stehen an den Ufern Pappeln, Bruchweiden, Eschen und Schwarzerlen und unten in der Krautschicht entwickelt sich die Winkelsegge und der Gewöhnliche Wurmfarn. In dem sich auf der linken Seite befindlichen Eschensumpfwald wachsen außerdem noch Haselnusssträucher. Westlich des Sumpfwaldes schließt sich eine Streuobstweide an, in der Apfel- und Süßkirschbäume stehen. Am Boden wächst dort der Weißklee, der Glatthafer, das Deutsche Weidel- und das Wiesenknäuelgras.
Am Südwesthang des Eichelberges liegen alte und komplett verbuschte Weinbergsbrachen. Dort wachsen Robinien, Stieleichen, Fichten, Spitz- und Feldahorne sowie Süßkirsch- und Apfelbäume. In der Strauchschicht gedeiht dort der Schwarze Holunder, die Brombeeren, die Hundsrose, die Wildbirne, die Schlehe, die Zwetschge, der Wildapfel, der Eingriffelige Weißdorn, der Blaurote Hartriegel und die Sandbirke sowie die Wein- und die Gemeine Waldrebe. Unten am Boden entwickelt sich die Weiße Lichtnelke, die Ackerwitwenblume, das Echte Johanniskraut, die Wilde Möhre und der Kleine Odermennig sowie der Wirbel- und der Gemeine Dost.
Am Mittellauf des Bachs ist ein wertvolles Biotop mit Uferhochstauden- und Quellfluren, Ufergehölzen und Röhrichtsäumen. An seinen Ufern stehen dort Bruchweiden, Fichten, Eschen, Schwarzerlen und Bergahorne, sowie Schwarzer Holunder, Stachelbeer-, Rote Johannisbeer-, Eingrifflige Weißdorn- und Haselnusssträucher. Unten wächst die Große Brenn- und die Berggoldnessel, der Waldziest, der Waldsauerklee, der Stinkstorchschnabel, die Wald- und die Winkelsegge, der Frauenfarn, die Waldsimse, die Ackerminze, der Blutweiderich, die Flatterbinse, das Echte Mädesüß, das Kleinblütige Weidenröschen, die Echte Zaunwinde, die Bachbunge, der Flutende Schwaden und der Hopfen sowie das Echte Spring-, das Große Hexenkraut und das Gegenblättrige Milzkraut.
Südöstlich des Mündungsbereiches liegt eine Streuobstwiese mit Birn-, Zwetschgen-, Süßkirsche-, Apfel- und Walnussbäumen. Unten in der Krautschicht wächst dort die Zaunwicke, der Goldhafer, der Körnersteinbrech, der Kleine Wiesenknopf, die Gemeine Braunelle, der Spitzwegerich, die Feldhainsimse, der Wiesenbärenklau, das Weiße Labkraut, der Rotschwingel, die Wilde Möhre, der Glatthafer, die Wiesenschafgarbe, das Rote Strauß- und das Wollige Honiggras, der Kriechende- und der Scharfe Hahnenfuß, der Horn-, der Weiß- und der Wiesenklee sowie die Wiesenschlüssel-, die Ackerwitwen- und die Rapunzel-Glockenblume.